# مخمليات
المخمليات (الاسم العلمي: Velutinidae)، هي فصيلة من الحلزون البحري الصغير، المنتمي إلى الرخويات بطنيات الأقدام البحرية من الفرع الحيوي ونكيات الشكل.
قشرة هذه الحيواناترقيق وحساس للغاية، وباطنه، مغطا بالكامل بارداء (التي بها فصوص ملتصقة) لذا فإن مظهر هذه الحيوانات يشبه إلى حد كبير مظهر الرخويات البحرية بدلاً من الحلزونات البحرية.